# 星屑の子
『星屑の子』（ほしくずのこ）は、2021年4月27日に公開された日本の短編映画。監督は内田英治、出演は中村榛、南出凌嘉、菊地麻衣。

## 概要
ソニー・ミュージックエンタテインメント運営の小説投稿サイト・monogatary.comで行われた「モノコン2020」にて、いきものがかりの「きらきらにひかる」をテーマにした作品として応募され、「いきものがかり賞」を受賞した杏仁五月の同名小説の映像化で、全編Xperiaで撮影を行っている。
ショートショートフィルムフェスティバル&アジア（SSFF & ASIA）2021において、オンライン会場でのオープニング作品として世界初公開およびグローバル配信され、同日にはYouTubeにてプレミア公開も行われた。

## キャスト
- マルタ：中村榛
- セネブ：南出凌嘉
- ベラ：菊地麻衣

## スタッフ
- 原作：杏仁五月『星屑の子』（monogatary.com掲載）[2]
- オリジナルコンセプト：いきものがかり「きらきらにひかる」）[1][2]
- 監督：内田英治[1][2]
- 脚本：内田英治、イ・ナウォン[1][2]
- 撮影：伊藤麻樹[1][2]